# Stara Nova vas
Stara Nova vas je naselje u slovenskoj Općini Križevcima. Stara Nova vas se nalazi u pokrajini Štajerskoj i statističkoj regiji Pomurju. 

## Stanovništvo
Prema popisu stanovništva iz 2002. godine naselje je imalo 348 stanovnika.